# Momias guanches de Necochea

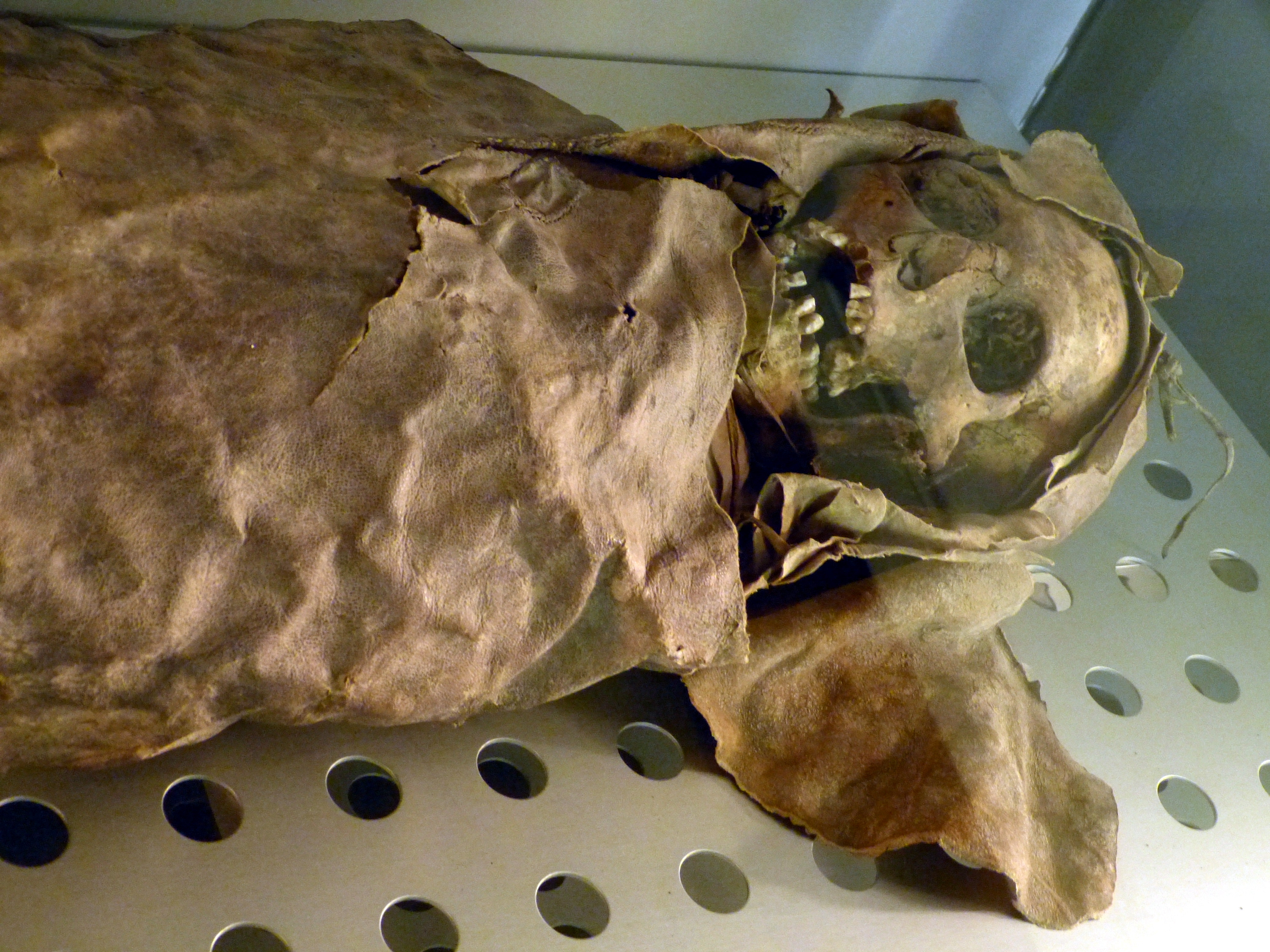
Momia guanche femenina de Necochea en el Museo de la Naturaleza y la Arqueología de Santa Cruz de Tenerife.

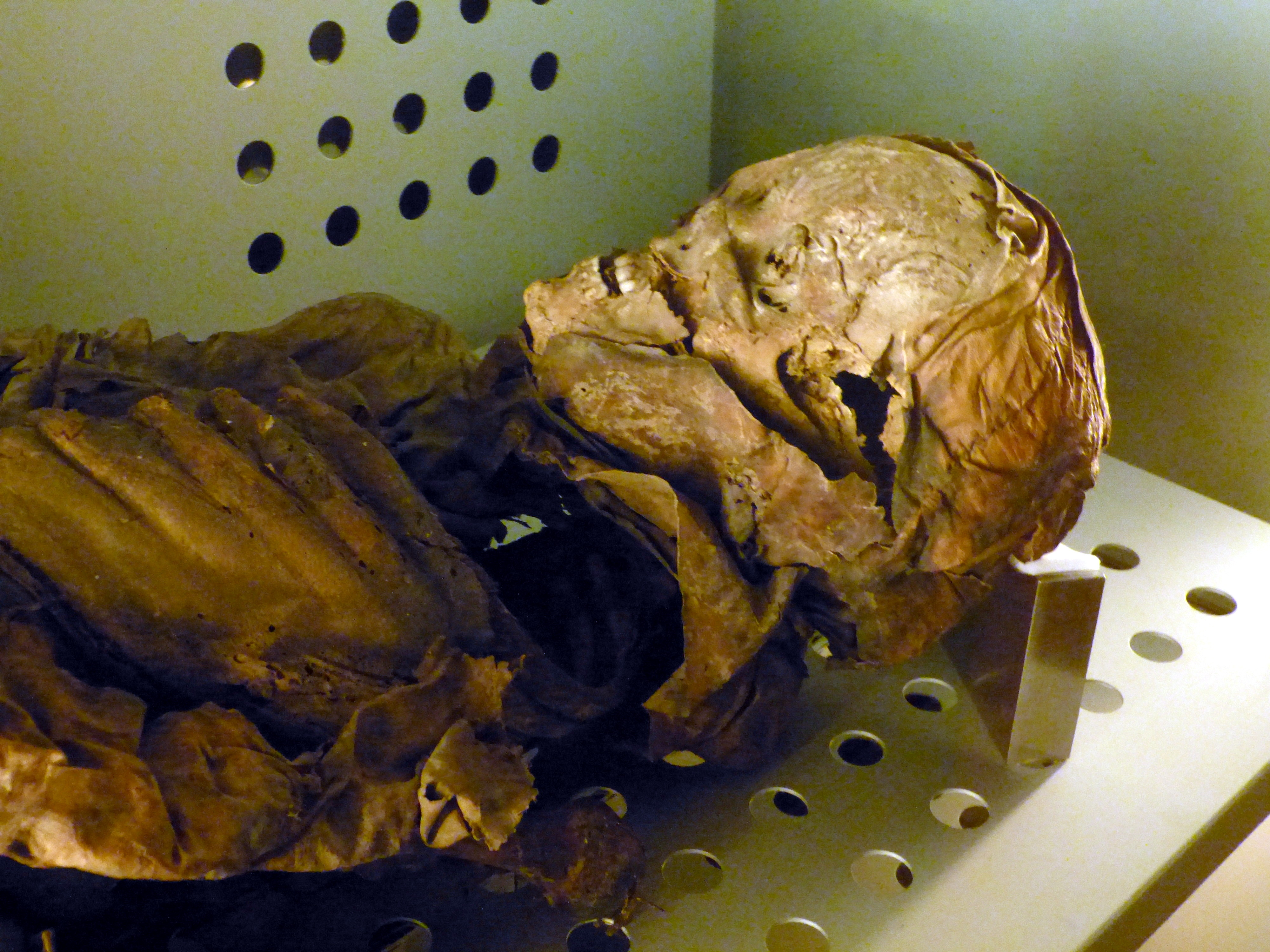
Rostro de la momia masculina.

Las llamadas Momias guanches de Necochea son dos momias humanas pertenecientes a la cultura guanche (antiguos pobladores de la isla de Tenerife, Islas Canarias, España). Actualmente, se encuentran expuestas en el Museo de la Naturaleza y la Arqueología de Santa Cruz de Tenerife.

## Características
Reciben esta denominación debido a que estuvieron depositadas hasta el año 2003 en el Museo Municipal de Ciencias Naturales de Necochea, en la provincia de Buenos Aires (República Argentina). Dicho año fueron repatriadas a su lugar de origen, de donde salieron ilegalmente en 1890.
Se trata de dos individuos de sexo femenino y masculino respectivamente: La mujer tendría entre 20 y 24 años y está envuelta en un particular sudario o fardo de piel de cerdo. La otra momia sería un hombre de entre 25 y 29 años y presenta una particularidad: su posición. Tiene las piernas flexionadas con los talones contra los glúteos. Ambas están envueltas en mantos de cuero unido por prolijas costuras. Según los especialistas, las momias datan del siglo IX (830 D.C).
Se sabe que uno de estos individuos falleció a consecuencia de un tumor o infección (primera vez que se determina la causa de la muerte de un resto momificado en Canarias) y que la envoltura exterior del otro es de piel de cerdo, algo inédito en las investigaciones realizadas hasta el momento.

## Historia
No se sabe a ciencia cierta el lugar exacto de la isla de Tenerife de donde proceden las momias, aunque se piensa que una de ellas pudo venir de una gran cueva sepulcral en el Barranco Guayonje en Tacoronte y la otra de La Orotava, aunque según otros las momias proceden del Barranco de Herques en Güímar.
Estos restos aborígenes, junto a cerca de cincuenta cráneos guanches y otros objetos cerámicos (además de armas, añepas, flechas e indumentaria, entre otros), formaron parte de la colección del Museo Casilda de Tacoronte, fundado en Tenerife por Sebastián Pérez Yanes (conocido por Sebastián Casilda). En el siglo XIX, fueron vendidos por sus herederos tras su fallecimiento al Museo de La Plata en Argentina, lugar al que llegaron posiblemente de la mano de un coleccionista no identificado.
Más tarde, las dos momias guanches pasaron casi medio siglo encerradas en el depósito del ex Colegio Nacional de Necochea. En 1995, tuvo lugar un congreso mundial sobre momias en Cartagena de Indias (Colombia), durante la cual, la arqueóloga Paula Novelino presentó varias fotos de las dos momias guanches, investigadores de Tenerife presentes en el congreso confirmaron que eran restos oriundos de esa isla. Así se abrió el camino para la repatriación.
El Cabildo de Tenerife solicitó oficialmente su repatriación y finalmente en 2003, las dos momias regresaron a la isla de Tenerife, siendo expuestas desde noviembre de 2004 en el Museo de la Naturaleza y la Arqueología de Santa Cruz de Tenerife. Esta fue la primera devolución de restos humanos momificados de América a Europa en la historia de la arqueología.
Entre octubre de 2014 y enero de 2016, estas momias participaron en la exposición Momias, testigos del pasado, celebrada en el Parque de las Ciencias de Granada en Andalucía. Dicha exposición internacional reunió en un mismo espacio a otros restos momificados de diversos lugares y culturas del mundo.

## Datos sobre las momias
- Sexo: varón y mujer.

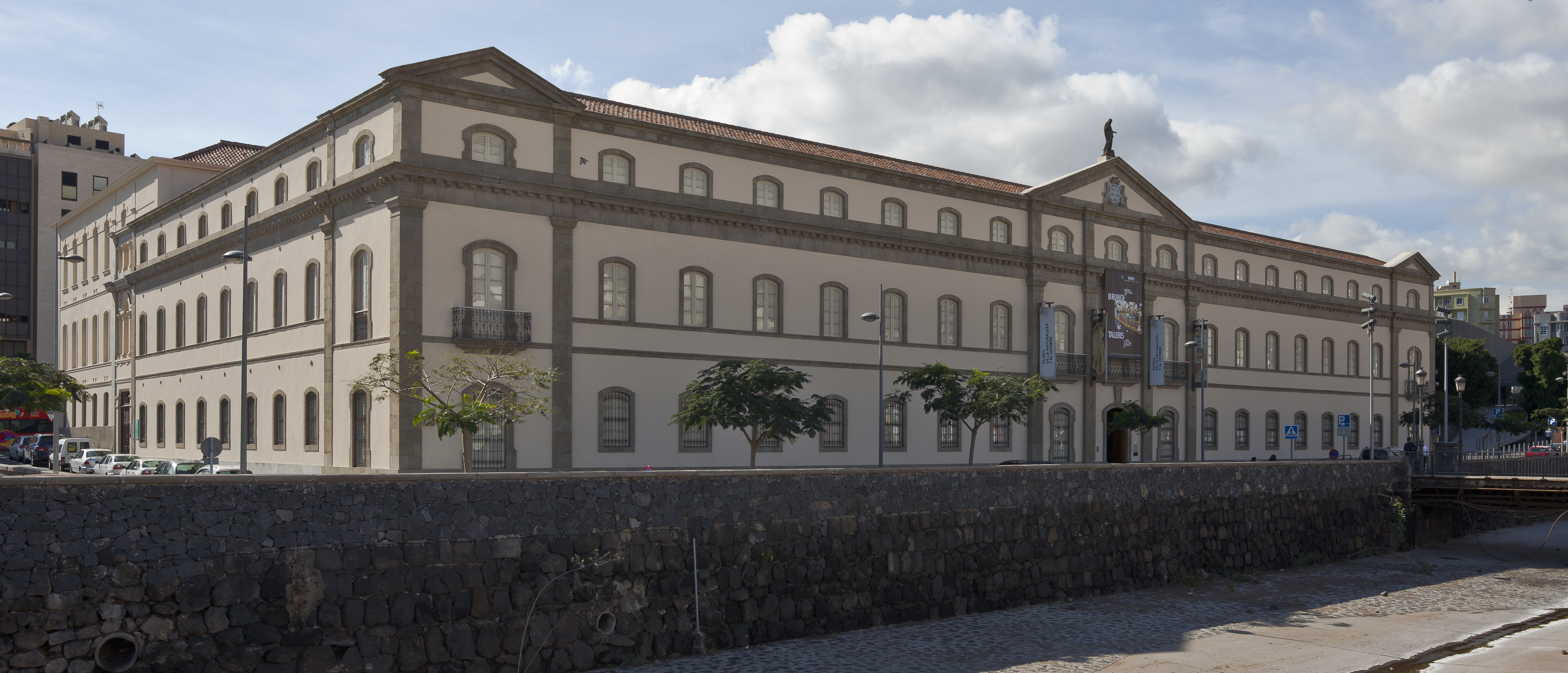
Museo de la Naturaleza y la Arqueología, donde se encuentran expuestas las momias.

- Edad: de 25 a 29 años (la momia masculina) y de 20 a 24 años (la momia femenina).
- Cultura: guanche.
- Tipo de momificación: momias ceremoniales.
- Tipo de enterramiento: cueva de enterramiento.
- Lugar: Se desconoce con exactitud, aunque posiblemente fueron halladas en los actuales municipios de Tacoronte, La Orotava o bien en Güímar.
- Exhibidas en: El Museo de la Naturaleza y la Arqueología (Santa Cruz de Tenerife), junto con otras momias guanches conservadas.
- Otros datos de interés: La mujer está envuelta en un particular sudario o fardo de piel de cerdo y el hombre tiene las piernas flexionadas con los talones contra los glúteos.